# Villa Rustica (Löffelbach)

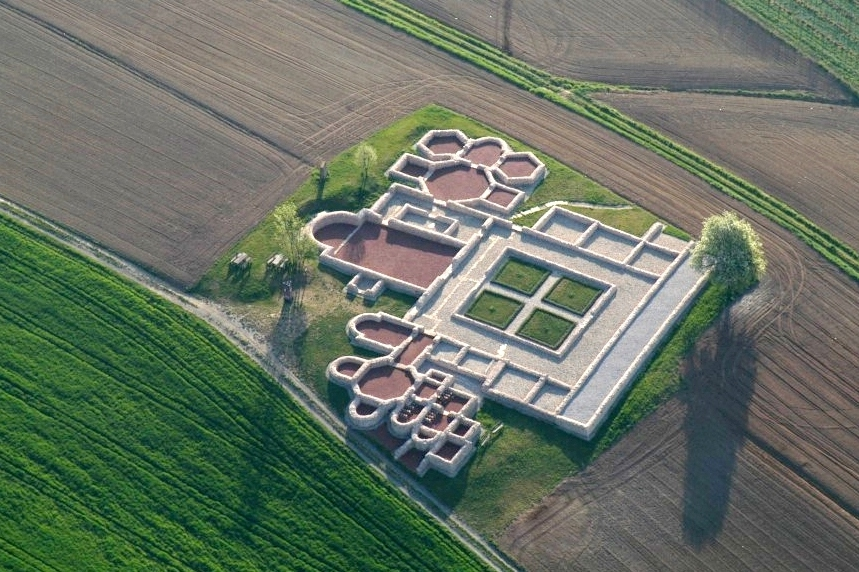
Villa Rustica in Löffelbach bei Hartberg

Die Villa Rustica in Löffelbach bei Hartberg in der Steiermark zeigt die gut erhaltenen Grundmauern eines großen römischen Landsitzes (palastartige Peristylvilla mit Säulengang) aus dem 2. und 3. Jahrhundert nach Christus. Das Objekt steht unter Denkmalschutz (Listeneintrag).
Im Zentrum der Villa befand sich ein allseitig von Säulenhallen umgebener Innenhof (Peristyl). An diesen schließen die Wohnräume an. Im Westen befindet sich eine komfortable Badeanlage. Im Norden befindet sich eine große, ca. 14 m lange Repräsentationshalle mit einer Apsis. In dieser „Aula“ empfing der Gutsherr die Kleinbauern und Pächter, für die er in Rechtsprechung und Sicherheit verantwortlich war.

## Ausgrabung

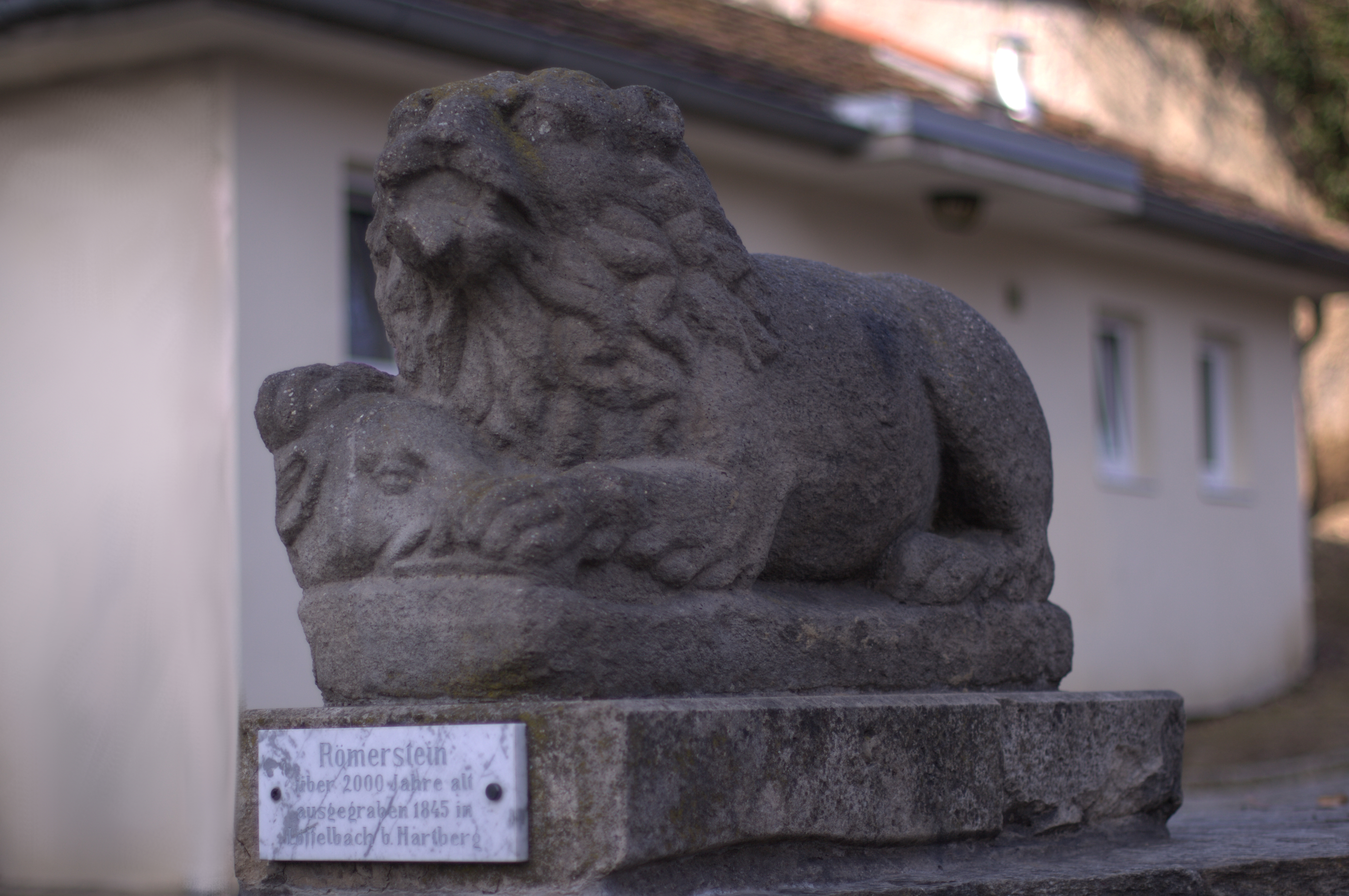
Grablöwe, heute im Stadtpark Hartberg

Bereits um 1700 wurde beim Bau eines Hauses südlich der Villa Rustica ein römischer Grabhügel abgetragen. Dabei wurden zwei römische Grablöwen gefunden, von denen einer im Stadtpark Hartberg aufgestellt ist. Nach Beobachtungen der Grundbesitzer wurden in den Jahren 1961 bis 1963 unter der Leitung von Walter Modrijan die Fundamente der Villa Rustica in Löffelbach freigelegt und konserviert. In den Jahren 1992 bis 2002 wurden die Grundmauern restauriert.

## Nachweise
- Gemeinde Hartberg Umgebung (Hrsg.): Römischer Landsitz Löffelbach. Informationsfolder.

Koordinaten: 47° 16′ 45,6″ N, 15° 56′ 20,1″ O